# Цай Цзяюнь
Цай Цзяюнь (кит. 蔡佳云; род. 12 ноября 2000 года, Чжаотун, Юньнань, Китай) — китайский спортсмен-паралимпиец, соревнующийся в лыжных гонках. Призёр зимних Паралимпийских игр 2022 года в Пекине.

## Биография
На зимних Паралимпийских играх 2022 в Пекине 7 марта Цай Цзяюнь с результатом 54:27.7 завоевал серебряную медаль в лыжных гонках на дистанции 20 км среди спортсменов, соревнующихся стоя, уступив первое место японцу Таики Каваёкэ. 12 марта завоевал бронзу на дистанции 12,5 км вольным стилем. 13 марта команда Китая (Чжэн Пэн, Шань Илинь, Ван Чэнъян, Цай Цзяюнь) с результатом 26:25.3 заняла второе место в смешанной эстафете 4×2,5 км в лыжных гонках, уступив американским спортсменам.